# أرام
أرام (بالفارسية: آرام) هي ممثلة إيرانية، ولدت في 1953 في طهران في إيران.

## وصلات خارجية
- أرام على موقع IMDb (الإنجليزية)
- أرام على موقع قاعدة بيانات الفيلم (الإنجليزية)